# Riparatrici del Santo Volto di Nostro Signore Gesù Cristo
Le Riparatrici del Santo Volto di Nostro Signore Gesù Cristo sono un istituto religioso femminile di diritto pontificio: i membri di questa congregazione pospongono al loro nome la sigla R.S.V.

## Storia
La congregazione fu fondata da Ildebrando Gregori, abate del monastero silvestrino di San Vincenzo Martire a Bassano Romano. Alla fine della seconda guerra mondiale il religioso raccolse presso l'abbazia un gruppo di bambini orfani e bisognosi e nel 1950, con l'appoggio del vescovo di Nepi e Sutri, organizzò un pio sodalizio femminile per l'assistenza alle ragazze.
Nel 1961 il governo italiano riconobbe il pio sodalizio come ente morale con personalità giuridica. La Santa Sede concesse il nihil obstat per l'erezione canonica in istituto religioso nel 1973; la congregazione ottenne l'approvazione pontificia l'8 dicembre 1977.

## Attività e diffusione
Le suore si dedicano alle opere di carità a favore di minori, anziani, disabili e altre categorie bisognose; il loro fine speciale è la devozione al Volto di Gesù.
Sono presenti in Europa (Italia, Polonia, Romania), in Repubblica Democratica del Congo e in India; la sede generalizia è in via della Conciliazione a Roma.
Alla fine del 2008 la congregazione contava 138 religiose in 19 case.